# Vígríd

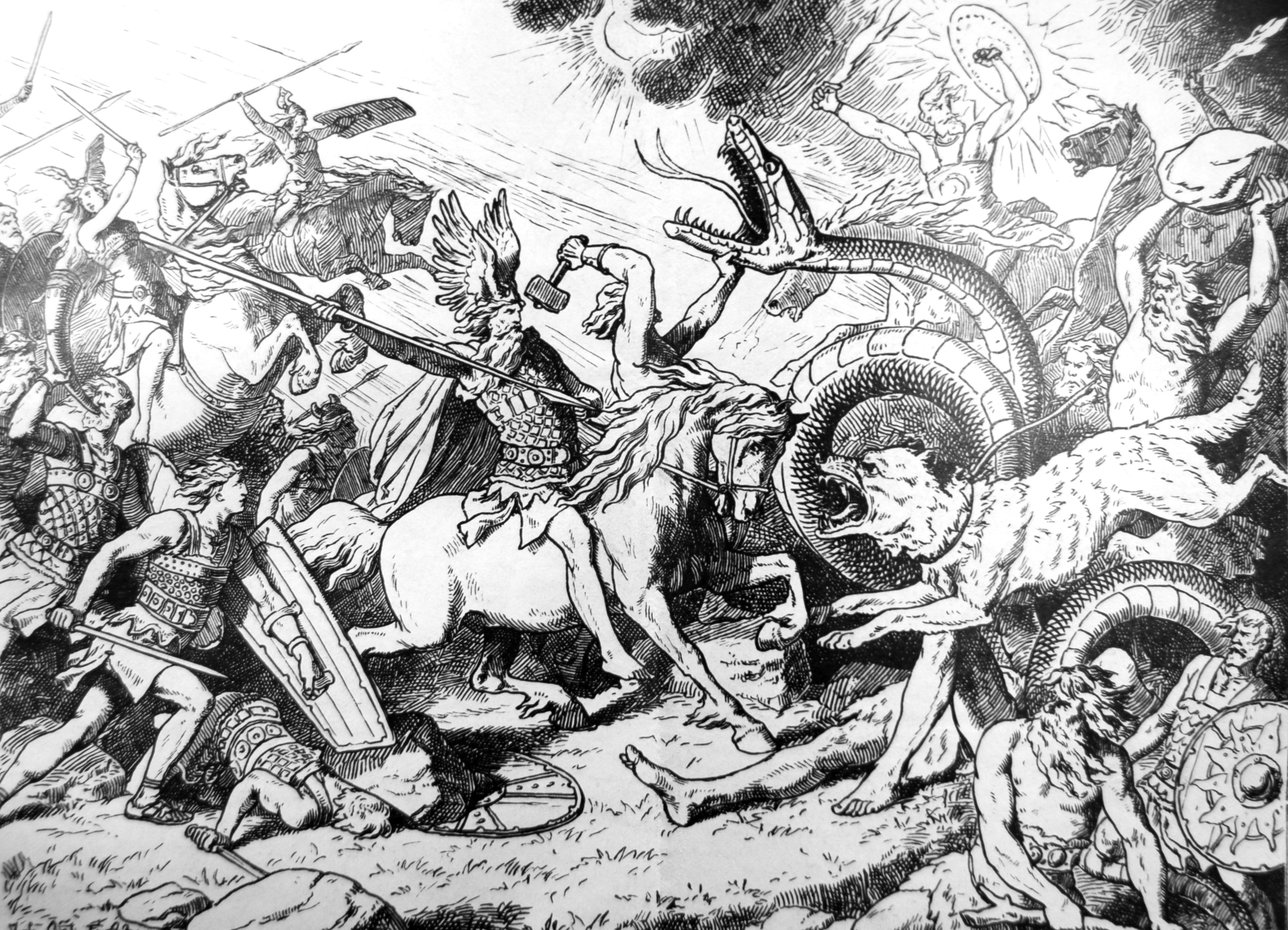
Une scène de bataille sur la plaine de Vígríd.

Dans la mythologie nordique, Vígríd (ou Óskópnir) est le champ de bataille de cent lieues (ou miles suivant la traduction) de côté où se déroulera le combat ultime de la prophétique fin du monde du Ragnarök. Les dieux, les Walkyries, les Einherjar y affronteront les géants de la glace et du feu, et toutes autres sortes de monstres symbolisant les forces de la destruction.
Vígríd est aussi un dieu des histoires et le mari de Sága. Il est le fils de Sæming et de Nep et le frère de Nanna. Son meilleur ami est Ull.

## Étymologie
Vígríd (vieux norrois Vígríðr) signifie « le lieu (champ) de la bataille » ou alors « la plaine où le combat fait rage ». Quant à la signification de Óskópnir, le débat n'est pas terminé mais le sens de « pas (encore) créé » ou « non fait » prévaut.

## Les sources

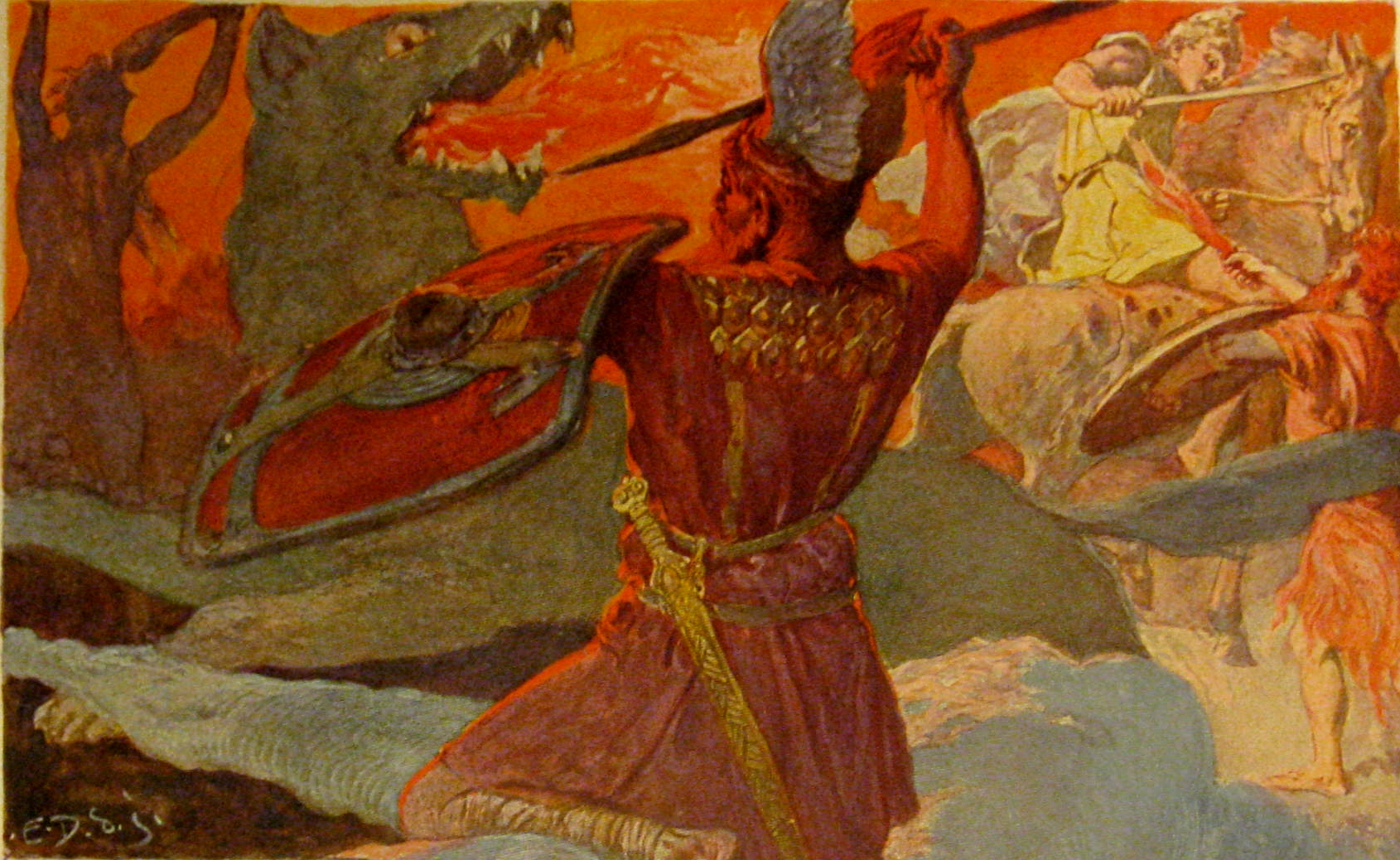
Odin et Fenrir avec en arrière-plan Freyr et Surtr, combattant sur le champ de bataille de Vígríd - Emil Doepler (1905)

Ces noms nous sont connus grâce à plusieurs sources.
Par le Vafþrúðnismál, le troisième poème de l'Edda poétique. Dans les strophes 17–18, Vafþrúðnir mettant au défi Gagnráðr, son visiteur (Odin en fait), lui demande le nom du champ de bataille où se rencontreront Surt et les dieux.
Vafþrúðnismál
17.
(Vafthruthnir parle)
« Parlez clair maintenant Gagnrath, debout dans cette halle,
Et montrez si de Sagesse et de Savoir vous êtes pourvus !
Quel est le nom du champ de bataille où se rencontreront
Surt et les Nobles Dieux ? »
18.
(Odin parle)
« Vigrid est le champ de bataille où se rencontreront
Surt et les Nobles Dieux ;
Cents miles il mesure de chaque direction,
Ainsi sont faites ses frontières. »

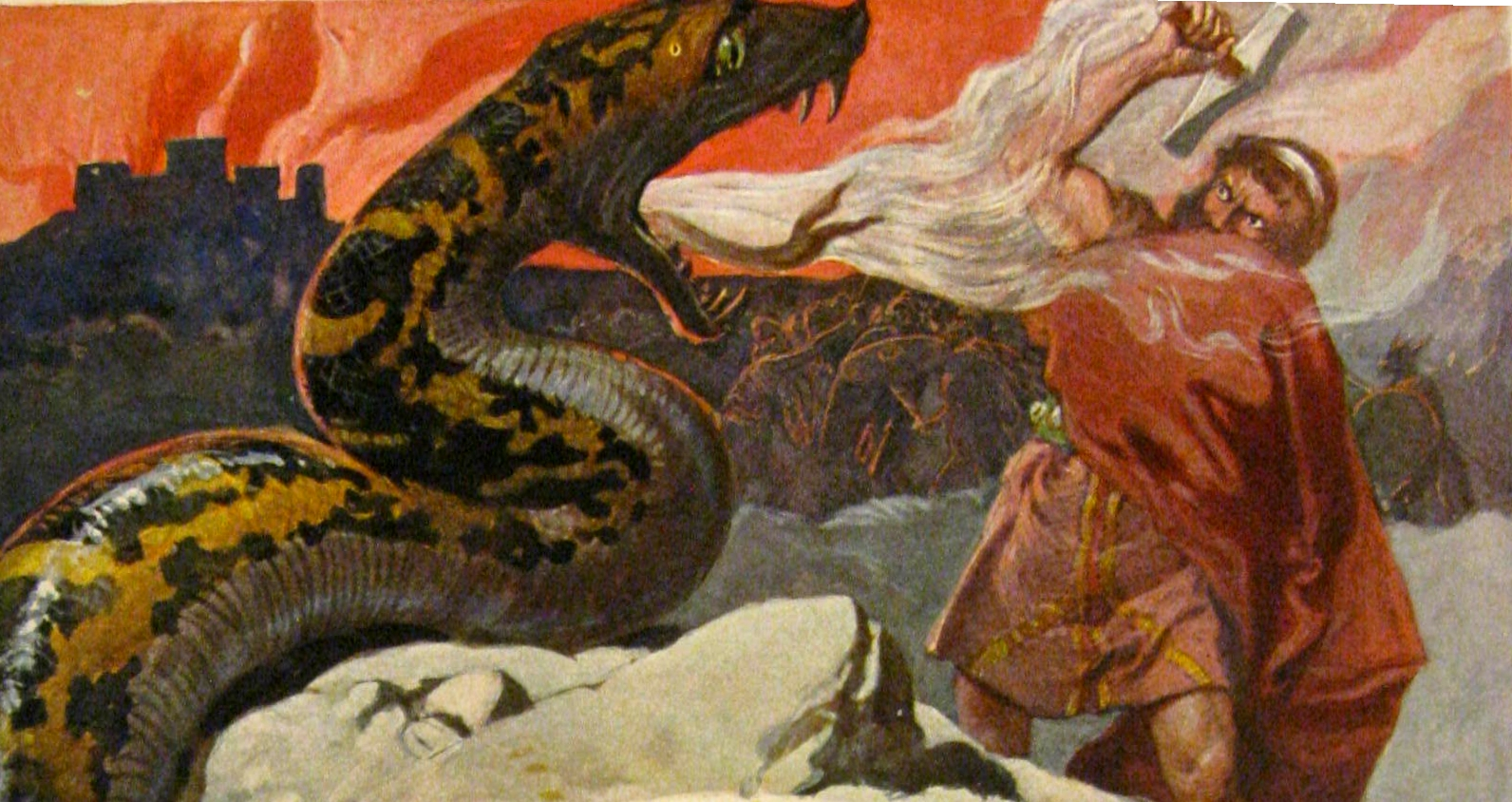
Le serpent Jörmungandr faisant face au dieu Thor, tandis que la bataille de Vígríðr se déroule derrière eux - Emil Doepler (1905).

On retrouve également le nom de ce champ de bataille dans l'Edda en prose de Snorri Sturluson (XIIIe siècle).
Par contre dans le poème Fáfnismál (strophe 14–15), le dragon Fáfnir, après avoir été mortellement blessé par Sigurd, répond à une série de questions dont l'une porte sur le lieu du combat final entre les dieux et les géants conduits par Surt.
Fáfnismál
Sigurd
14.
« Dis-moi, Fafnir, car on te croit sage et très instruit,
Comment nomme-t-on cette île,
Où le festin des glaives confondra,
Ensemble les Ases et Surtur ? »
Fáfnir
15.
« On appelle Óskópnir l'île,
Où tous les dieux joueront avec le javelot.
Bifröst croulera quand ils se mettront en route,
Et les chevaux nageront dans les flots. »

## Dans la culture
Dans le jeu Bayonetta, Vigrid est la première ville visitée.
Vigrid, présenté comme un dieu viking mineur, est un personnage récurrent de la série de bandes dessinées Thorgal.